# 黃浩賢
黃浩賢（英語：Edwin Wong，1994年5月25日—），立法會秘書處的公共資訊主任5 （页面存档备份，存于），前香港恒生大學傳訊及公共事務處公關，前香港新聞從業員，前香港有線新聞前港聞組高級記者和主播，主要採訪政治新聞。他憑藉日系美少男的偶像外表，開創了香港記者擁有追隨者、粉絲團和後援會的先河，在多個網絡擁有粉絲擁躉頁面，是香港記者偶像化的代表人物。黃浩賢及後轉至立法會秘書處任職公共資訊主任（页面存档备份，存于）。

## 現象
黃浩賢在Facebook、Instagram、連登等社交網站和論壇都有追隨者為其自發設立擁躉頁面，專責發佈他的新聞和信息，成為香港新聞界別中偶像化的記者。香港有線新聞的宣傳片和海報，也都採用黃浩賢的新聞工作片段和大頭照，致使其人氣極高。
2020年12月1日，受到香港有線電視裁員潮影響，黃浩賢與其他港聞組記者及採訪主任宣布辭職，並於2021年1月20日正式離職。及後加入政府，成為立法會秘書處的公共資訊主任 （页面存档备份，存于）。

## 資料來源
1. ↑  . 2021年5月17日.
2. ↑  . 信報. 2020年12月2日  [2020年12月25日]. （原始内容存档于2020年12月2日）.

- 有線小鮮肉記者黃浩賢，讀BU個陣已經係男神〜
- 有線靚仔記者黃浩賢勁養眼！靚樣男女通殺 獲封BU「J神」
- 黃浩賢高鐵直播

## 外部鏈接
黃浩賢Instagram